# Tenthredopsis ornata
Tenthredopsis ornata är en stekelart som först beskrevs av Audinet-serville 1823.  Tenthredopsis ornata ingår i släktet Tenthredopsis, och familjen bladsteklar. Arten är reproducerande i Sverige.